# Palaeobrachypogon grandiforceps
Palaeobrachypogon grandiforceps är en tvåvingeart som beskrevs av Art Borkent 2000. Palaeobrachypogon grandiforceps ingår i släktet Palaeobrachypogon och familjen svidknott. Inga underarter finns listade i Catalogue of Life.